# Hieracium altum
Hieracium altum es una especie de planta con flor del género Hieracium, de la familia Asteraceae, orden Asterales.

## Distribución
Hieracium altum se distribuye por Dinamarca.

## Taxonomía
Fue descrita científicamente por Wiinst. Fue publicada en Dansk Bot. Ark. 9(10): 6 (1939).